# Billy Carr
William Edward Carr (sinh ngày 7 tháng 3 năm 1905 ở Framwellgate Moor, Durham) là một cầu thủ bóng đá, thi đấu cho Huddersfield Town & Southend United.